# Kyle Collinsworth
Kyle Collinsworth (ur. 3 października 1991 w Provo) – amerykański koszykarz, występujący na pozycji rozgrywającego.
W 2010 został wybrany najlepszym zawodnikiem szkół średnich stanu Utah (Utah Gatorade Player of the Year, Utah Mr. Basketball).
6 lipca 2018 został zwolniony przez Dallas Mavericks. 14 września dołączył do obozu szkoleniowego Toronto Raptors. 12 października został zwolniony.

## Osiągnięcia
Stan na 23 września 2018, na podstawie, o ile nie zaznaczono inaczej.
NCAA
- Uczestnik rozgrywek:
  - Sweet Sixteen turnieju NCAA (2011)
  - turnieju NCAA (2014, 2015)
- Mistrz sezonu regularnego konferencji West Coast (WCC – 2011)
- Zawodnik roku WCC (2016)[6]
- Zaliczony do:
  - I składu:
    - WCC (2014–2016)
    - turnieju WCC (2014, 2015)

  - składu honorable mention All-American (2015, 2016)
- Lider WCC w[7]:
  - liczbie:
    - zbiórek (2015)
    - asyst (2015, 2016)
    - przechwytów (2015, 2016)
    - strat (2015, 2016)
    - oddanych rzutów za 2 punkty (2016)
    - zbiórek w obronie (2015)

  - średniej:
    - asyst (2016)
    - przechwytów (2016)